# DOWA IPクリエイション
DOWA IPクリエイション 株式会社（どうわあいぴーくりえいしょん、英文社名：DOWA IP Creation Co., Ltd.）は、岡山県岡山市に本社を置く鉄粉の製造を行うDOWAエレクトロニクスの関連会社である。

## 概要
事業の約30%は複写機用キャリアの製造、約19%は溶材用鉄粉の製造、約16%は粉末冶金用鉄粉の製造、約16%は、カイロ用鉄粉の製造である。

## 沿革
- 1965年（昭和40年） - 11月15日、同和鉄粉工業株式会社を設立。（資本金1億円）
- 1967年（昭和42年） - 資本金を2億円へ増資。
- 1970年（昭和45年） - 資本金を3億円へ増資。
- 1985年（昭和60年） - 関連会社として、株式会社エヌ・シー・ゼットを設立。
- 2006年（平成18年） - DOWA IPクリエイション株式会社へ社名変更。

## 関連会社
- エヌ・シー・ゼット